# Windrad Libbenichen

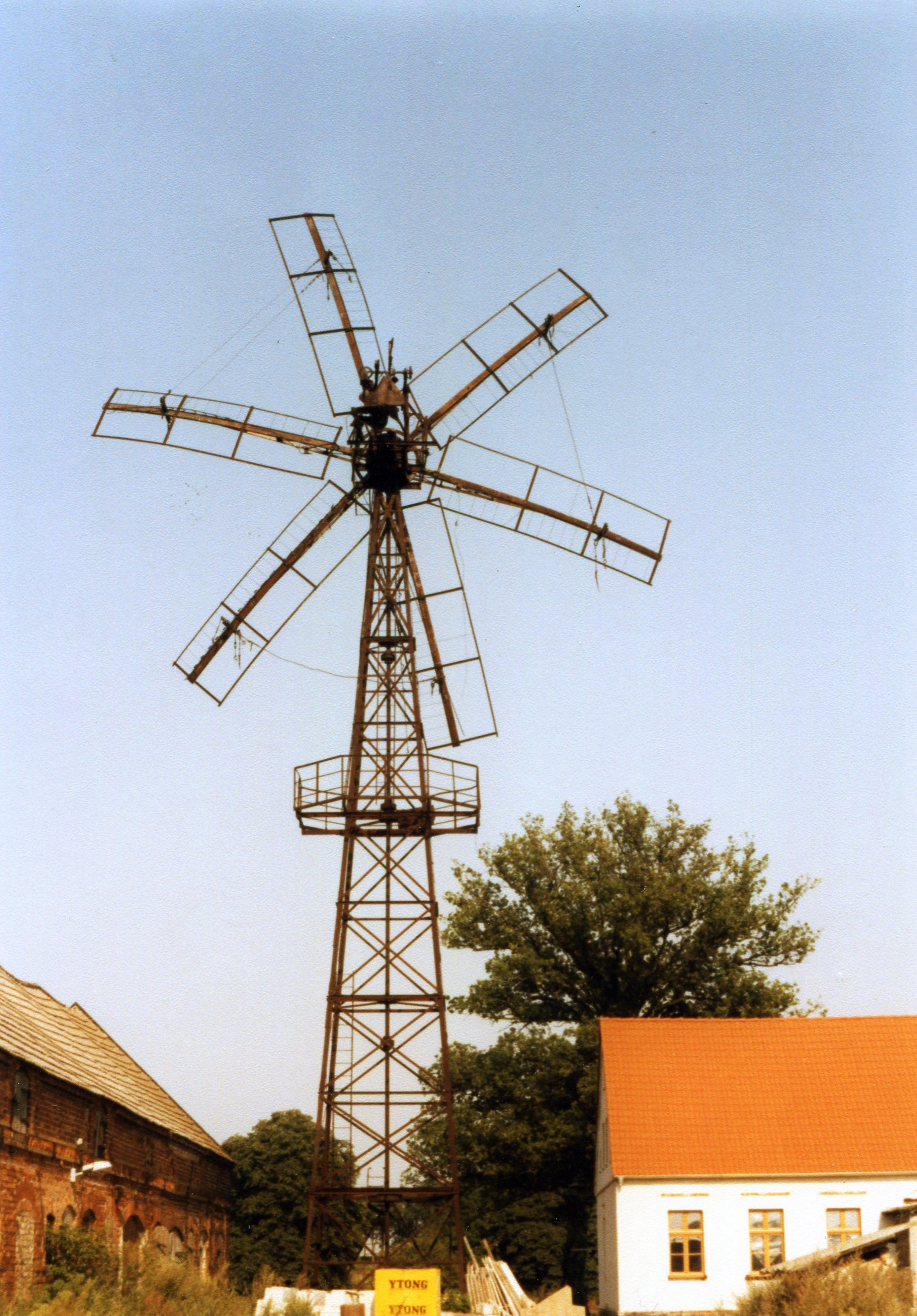
Das Windrad im Jahre 1996

Das Windrad Libbenichen ist ein 1926 auf dem Birkenhof im Brandenburgischen Libbenichen errichtetes Windrad. Es war die einzige Anlage dieser Art, die von der Firma Anton M. Mandt gebaut wurde, die kurz danach in Insolvenz ging. Es diente der Stromgewinnung des Hofs, der damals nicht an das öffentliche Stromnetz angeschlossen war. Es besteht aus einem 22 Meter hohen freistehenden Stahlfachwerkturm und hat einen Rotordurchmesser von 15,6 Metern. Im Inneren des Mastes verläuft eine Antriebswelle, angetrieben wurden ein Generator und eine Mühle. Im Unterschied zu modernen Windkraftanlagen hat die Anlage sechs Rotorblätter. Das Windrad wurde 1948 stillgelegt und war daraufhin dem Verfall preisgegeben. 1990 wurde es unter Denkmalschutz gestellt. Experten des Deutschen Technikmuseums Berlin, der Fachhochschule für Technik und Wirtschaft Berlin und der Mühlenvereinigung Berlin–Brandenburg bemühten sich um den Erhalt des Windrads. Es wird seit 2002 saniert. Die Kosten für den Erhalt werden auf 400.000 bis 500.000 Euro geschätzt.